# Rapu-Rapu
Rapu-Rapu (Bayan ng Rapu-rapu) är en kommun i Filippinerna. Kommunen ligger på ön Luzon, och tillhör provinsen Albay. Folkmängden uppgår till 36 920 invånare (folkräkning 2015).

## Barangayer
Rapu-Rapu är indelat i 34 barangayer.
| - Bagaobawan - Batan - Bilbao - Binosawan - Bogtong - Buenavista - Buhatan - Calanaga - Caracaran - Carogcog - Dap-dap - Gaba | - Galicia - Guadalupe - Hamorawon - Lagundi - Liguan - Linao - Malobago - Mananao - Mancao - Manila - Masaga | - Morocborocan - Nagcalsot - Pagcolbon - Poblacion - Sagrada - San Ramon - Santa Barbara - Tinocawan - Tinopan - Viga - Villahermosa |